# Jim Steinman
Jim Steinman, született James Richard Steinman (New York, 1947. november 1. – Danbury, 2021. április 19.) Grammy-díjas amerikai zeneszerző, szövegíró, énekes, producer a Wagnerikus rock stílus megteremtője.
Első átütő erejű sikere Meat Loaffal a Bat out of Hell lemezsorozat első része 1977-ben, amiből később márkanév lett és minden idők hetedik legtöbb példányban (37 millió) eladott albumává vált. Több világsláger fűződik nevéhez, Meat Loaftól az I Would Do Anything For Love, Dead Ringer For Love, Bonnie Tylertől a Total Eclipse of the Heart, Holding Out for a Hero, Air Supply Making Love out of Nothing at All című slágere (amit Bonnie Tyler feldolgozott), illetve a Pandora's Box It's All Coming Back To Me Now című dala (amit Céline Dion is elénekelt), de egy-egy dal erejéig dolgozott Barbra Streisanddal és a Boyzone-nal. 
Több musicalt is szerzett, két legnagyobb színpadi sikere az Andrew Lloyd Webberrel közös Whistle Down The Wind, ami az Egyesült Királyságban nagy népszerűségnek örvend illetve a Vámpírok Bálja zenéje, amely korábbi nagy slágerein alapszik. A rajongók körében a be nem mutatott The Dream Engine és a Batman – The Musical promóciós felvételei aratnak sikert. Műveiből az eltelt 20 év alatt több mint 100 millió darabot adtak el Meat Loaf és Bonnie Tyler Steinman által rendezett albumait már többször kiadták világszerte. Produkcióiból több is Grammy-díjat nyert.

## Életrajz, munkássága
Zeneszerzőként és számos sláger producereként vált ismertté. Közel 100 millió példányban adták el zeneszámait az eltelt 20 évben. 3 világsikerű produkció fűződik nevéhez. 1977-től Meat Loaf és a Bat out of Hell lemezsorozat megalkotása amely mára már védett márkanév lett. 1983-tól Bonnie Tyler, a walesi Rock Lady neki köszönheti karrierjének még magasabb szintre ívelését az örök érvényű Total Eclipse of the Heart és a Holding Out for a Hero című slágerekkel. 1998-ban pedig a Vámpírok Bálja című Roman Polański musical zenéjét szerezte. De olyan neves előadók is énekeltek egy-egy általa komponált dalt, mint Barry Manilow, Barbara Streisand, Céline Dion vagy a Boyzone. Saját rockzenei formációt is létrehozott 1989-ben Pandora's Box címmel amely 4 női énekesből állt össze. Zenei stílusa a színház-opera és az eksztatikus rock egyvelege tette őt a rock „Richard Wagnerévé”
Steinmanra Wagner zenéje meghatározó hatást gyakorolt, amikor 9 éves korában először meghallotta. Egy Nem York-i rádióállomás a Ring-et sugározta 22 órás adásban és a fiú a teljes műsoridő alatt mozdulatlanul ült.
Steinman első epikus musicalje a „The Dream Engine” tanulmányai során felkeltette Joseph Papp a híres New York-i Shakespeare Fesztivál alapítójának érdeklődését, aki legfontosabb művének bemutatását fontolgatta a Central Parkban lévő Delacorte Színházban. Ez azonban sose válhatott valóra, mert a hatóságok túlságosan támadónak és harsánynak ítélték a darabot egy nyilvános kulturális esemény bemutatásához. Ehelyett Papp megbízta Steinmant a „More than you Deserve” című musical zenéjének és szövegének megírásával, amelyet 1974-ben mutattak be először. A meghallgatások alatt találkozott először Steinman Meat Loaffal, amelyet a „Spen” magazin a „Rock történelem legfontosabb találkozásaként” említett. Az eredményből Jim Steinman musicaltől való elfordulása lett.

## Meat Loaf – Bat out of Hell
Nem sokkal később Meat Loaf zenei producere lett és elkészült a Bat out of Hell, című lemez demó változata, ami csak arra várt, hogy valamelyik kiadó forgalmazza. Jim több amerikai lemezkiadónál próbálkozott eladni Meat Loaf hangját, de nem voltak fogékonyak a lemezkiadók erre a heavy metállal fűszerezett rockoperára. A sok kudarc után Jim és Meat Cleveland-ben, egy kis házi stúdióban vették fel a lemezt, tervezték meg a borítót és az EPIC kiadó fantáziát látott bennük, így 1977-ben terjesztésre került a Bat out of Hell.
Az album a zenetörténelem legtöbb példányszámban (37 millió) eladott első albuma és a hetedik pozíciót tartotta a Best Seller listán. Első kislemezdala, a mai napig örök érvényű ballada, a Two out of Three Ain't Bad, ami a Billboard Top 20-as listáján a 11. helyet foglalta el. Ezen a lemezen jelent meg a For Crying Out Loud című dal, ami a rajongók szerint az egyik legszebb dal, amit Meat Loaf énekelt. A koncerteken Meattel együtt énekelték a dalokat, a siker leírhatatlan volt. Meat Loaf számára Steinman hozta meg a világsikert és megteremtette a Heavy Metal kultuszt. A Bat out of Hell meghatározó lemez lett a zenetörténelemben. 1977-es megjelenése óta már többször is kiadták a lemezt és a dalokból VHS majd később DVD is készült, Hits out of Hell címmel.

## Bad For Good
Miután lecsillapodott Meat Loaf albumának sikere és Meat elveszítette hangját, Jim 1981-ben saját albumot adott ki Bad For Good címmel. A lemezen rengeteg sikergyanús dal volt. Egy olyan dalkülönlegesség is hallható (Stark Ready Love) amit Steinman később két részre szedett, ugyanis a dalban a Holding Out for a Hero és a Lost Boys And Golden Girls dalok vannak keverten. A dal Steinman előadásában nem lett sikeres, viszont később a Holding Out For A Herot Bonnie Tylernek átírta és a Top Of The Pops második helyére került Angliában. A Lost Boys And Golden Girls című nótát pedig Meat Loafnak zenésítette át 1993-as albumára. Az lemez egyik legsikeresebb dala, a Rock And Roll Dreams Come Through amit Todd Rungrennel énekelt a Billboard lista 32. helyére került és hat hétig maradt a listán. Steinmannak nem hozta meg az átütő sikert énekesként, ezért úgy döntött visszatér producerként. Az Air Supply együttesnek megírta a Making Love Out Of Nothing At All című slágert, ami 1983-ban a brit toplista második helyét foglalta el. Ezután Barbara Streisandnak átírta a korábbi a Left In The Dark című dalát, amit a Bad for Good című lemezén felénekelt, de mérsékeltebb sikert aratott.

## Bonnie Tyler
A 80-as évek első felében Meat Loafnak teljesen elment a hangja és visszavonult a zenei életből, így Steinman felfigyelt Bonnie Tylerre, és amikor megírta a „Total Eclipse of the Heart” című dalt, rögtön tudta, hogy ezt csak Bonnie énekelheti el. Miután Tyler a CBS lemezkiadóhoz szerződött Jim lett a producere és megkezdődtek a Faster than the Speed of Night album felvételei. Steinman beleszeretett Bonnie hangjába. A „Total Eclipse of the Heart” hatalmas siker lett világszerte és nem csak ezt a dalt, de az albumot és a Faster than the Speed of Night című lemezt is Grammy-díjra jelölték a legjobb rockalbum kategóriában. Bonnie Tyler volt az első női énekes, akinek sikerült megszereznie a brit toplista első helyét és lekörözi Michael Jackson (az akkori favorit) Billie Jean című dalát. 1983 áprilisában a Total Eclipse of the Heart a brit lista első helyén, míg a Making Love az Air Supply együttestől a második helyen szerepelt így két Steinman dal is egyszerre volt listavezető. Steinman ki is használta a Bonnieban rejlő lehetőséget és tehetséget, ezért 1984-ben amikor ő lett a zenei producere a Footloose című filmnek, megírta a Holding Out for a Hero című dalt, amit szintén Bonnie Tylerrel énekeltetett el. A dal később több filmben is felcsendült és az Ír toplista első helyén landolt.
Steinman egy remek gárdát hozott össze többek között Todd Rungren és Rory Dodd személyében és megismerkedett Desmond Child-dal, aki akkoriban Bon Jovi producere volt de a zenészek között Bruce Springsteen által alapított E Street Band zenészei is segédkeztek Steinman mellett (Max Weinberg, Rick Derringer)
Jim Steinman, amikor meghallotta Bonnie, Total Eclipse Of The Heart demóját, így nyilatkozott:
Úgy gondolom, hogy neki van a legtökéletesebb hangja ehhez a dalhoz, mert annyira érzéki és pusztítóan heroikus, mint egy hihetetlenül energikus, briliáns hangszer. Azt gondolom, hogy ez a tökéletes hang, amit már régóta próbáltam megtalálni.
1986-ban ismét Bonnie zenei producere lett és elkészült a Secret Dreams and Forbidden Fire című lemez, amelyre már Desmond Child is írt két dalt. Bonnie Tyler időközben akkora sikereket halmozott, mint korábban Meat Loaf. A lemezen két világsláger is elfoglalta a toplisták első helyeit. Steinman a Loving You’s a Dirty Job (But Somebody’s Gotta Do It) című dalával nyerte el a kritikusok tetszését, akik az egyik legszebb rock-duettnek tartották a dalt. Desmond részéről pedig az If You Were a Woman című dal tarolt, melynek videóklipjét Jim Steinman rendezte. A kisfilmet 7 Billboard Video díjra jelölték! Bár felkerült a korongra az 1984-es Holding Out for a Hero című sláger a Brit toplistán mégis csak a 24. helyig jutott, míg Norvégiában első lett.

## Fire Inc. (Streets Of Fire)
1984-ben mutatták be Walter Hill és Larry Gross mozifilmjét, a Streets Of Fire-t. A film a musical, dráma és a vígjáték keveréke a retro és a nyolcvanas évekkel ötvözve. A film nem hozta meg a várva várt sikereket és a bevétel alacsonyabb volt mint a költségvetés. Viszont Jim Steinman két dalt is írt a filmzenék közé, aminek köszönhetően a rajongók felfigyeltek a produkcióra. A főszereplő nő (Ellen Aim – Diane Lane) énekelte mindkét Steinman szerzeményt. A film fináléjába Springsteen egyik dalát választották, azonban Jim egy frenetikus dalt írt és lecserélték A Springsteen féle verziót. A Tonight Is What It Means To Be Young lett végül a finálé és a legsikeresebb dal a film zenéi közül. Steinman később a dalt átírta a Tanz Der Vampire musical fináléjába, ahol szintén hatalmas sikert aratott. A másik szerzemény a Nowhere Fast, amit a film promóciós anyagán használtak. Később Steinman a dalt Meat Loafnak írja át a Bad Attitude című lemezére mérsékelteb sikert aratva ezzel. A zenék elkészítésénél a megszokott Steinman gárda segédkezett. Olyan zenészek, mint Rory Dodd (aki a Total Eclipse Of The Heart című dalban vokálozott Bonnie Tylerrel) Eric Troyer (aki Meat Loaf és Bonnie Tyler lemezeinél is munkálkodott) valamint Rick Derringer, aki szintén Meat Loaf és Bonnie Tyler lemezein gitározott (Tylerrel pedig duettet is énekelt)

## Pandora's Box
1988-ban már Desmond Child vette át Jim helyét Bonnie zenei karrierjében, de az akkorra már világhírű zeneszerző sem tétlenkedett. 1989-ben összeállított egy nőkből álló együttest, melynek vezető énekesnője Ellen Foley, Jim korábbi és Meat Loaf későbbi vokalistája volt. Megalakult a Pandora’s Box formáció és megszületett az Original Sin című lemez. Jim megírta az It's All Coming Back To Me Now című dalt (amit később még kétszer átzenésített) és leforgatták a csapat első videóklipjét, melynek rendezője szintén Steinman volt, aki az egész albumra nagy világslágereket írt. A lemez Nyugat Európában és a Brit toplistán is szép helyezést ért el. Sajnos a korong Amerikában nem jelent meg és terjesztési gondokkal küszködtek de ami ennél is rosszabb volt, hogy nem valósulhatott meg egy nagyszabású koncert turné, így a Pandora's Box együttes a kezdeti sikerek után hamar a feledés homályába veszett. Egyedül Ellen Foley énekelt tovább Meat Loaf mellett vokalistaként, majd szólókarrierbe kezdett kisebb sikerekkel. Később aztán 2006-ban újra kiadta az EMI Music az Original Sin lemezt, bónusz DVD-vel, melyen helyet kapott egy Steinman interjú 1989-ből, egy epilógus videó és két nagy sikerű daluk videóklipje (It's All Coming Back To Me Now, Good Girls Go To Heaven).
A Pandora's Box az egyik kedvencem a mitológiáim közül

## Meat Loaf – Bat Out Of Hell II. – Back Into Hell
Steinman életében hirtelen egy váratlan vendég bukkant fel, aki nem más volt, mint Meat Loaf, aki arra kérte Steinmant, hogy újra dolgozzanak együtt. Jim rábólintott az ötletre és 1993-ra elkészült a Bat Out Of Hell II. Back Into Hell album. A lemez elsőprő slágere az I’d Do Anything for Love 21 ország toplistájának első helyére került és 20 millió darabot adtak el a lemezből. Meat Loaf ezzel kér Grammy díjat zsebelt be. Az album bővelkedett a jobbnál jobb dalokkal. Sőt, néhány olyan régebbi dal is sikeres lett, amit korábban Steinman és a Pandora’s Box is elénekelt. Itt tűnt fel először vokalistaként Lorraine Crosby, aki a 12 perces I’d Do Anything for Love című dalban, az utolsó 3 percet megkapta. Fantasztikus hangjával egyből elbűvölte a rajongókat, viszont a videóklipben már nem Ő tündökölt. A 8 perces klipben egy modell helyettesítette Lorraint, pontosabban playback-elt. Ettől függetlenül Crosby sikereket ért el a Duran Duran és Bonnie Tyler mellett is. Sajnos a Back Into Hell-re már nem fért fel az It's All Coming Back To Me Now című dal, ami talán még a Total Eclipse Of The Heart szépségét is felülmúlta, így ezt a dalt Céline Dionnak adták, aki az 1996-os lemezén énekelte el.

## Bonnie Tyler – Free Spirit
1993-tól 1995-is Steinman több énekesnél is segédkezett. 1995-ben azonban ismét Bonnie Tylerrel dolgozott közösen a rajongók nagy örömére. Ekkor jelent meg ugyanis a Free Spirit című lemez és Jim két régi slágert újrahangszerelt Bonnienak. Az első kislemez a Making Love out of Nothing at All, ami minden eddigi Steinman dalt túlszárnyal és a toplistákra repítette. Az egykori Air Supply-s felvétel Bonnie és édesanyja előadásában fantasztikusra sikeredett és egy igen szép videóklip készült hozzá. A következő maxi a Two Out of Three Ain’t Bad című dal, amit egykoron Meat Loaf legszebb balladája volt, most Steinman remixként került fel a lemezre. Bár az album tényleges producere nem Jim, ettől függetlenül egy nagyon sikeres lemez (főként a Steinman daloknak köszönhetően) és Bonnie egyik legjobb albuma. De írt dalt még Stuart Emerson és a vokálban Lorraine Crosby énekelt, akik korábban a Bat Out Of Hell II. lemezen is közreműködtek.

## Whistle Down The Wind
1996-ban régi barátjával, Andrew Lloyd Webberrel készített egy musicalt, Whistle Down The Wind címmel, amit 1998-ban mutattak be hivatalosan is. A zene nagyrészt Webber alkotása, míg a szöveg és a zenék rockosabb részletei Steinman szerzeménye. A darabban Jim nem feledkezett meg két legnagyobb felfedezettjéről, Meat Loafról és Bonnie Tylerről, ezért Webberrel közösen mindkettőjüknek írtak egy-egy dalt, sőt, a Meat Loaf dalban Bonnie vokálozott. E két szupersztárnak köszönhetően a darab hatalmas sikert eredményezett. A musical színészei közül többen is előreléptek karrierjükben és elismertté váltak Nagy Britanniában és a lemezből pedig rekord mennyiségű darabot adtak el. Az eredeti előadókkal felénekeltetett dalok több ismert énekest is a toplistára repítettek, többek között a Boyzone vagy Tina Arena, Tom Jones vagy Boy George.

## Vámpírok Bálja

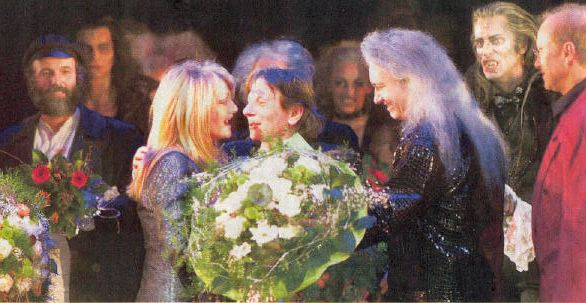
Bonnie Tyler, Roman Polański és Jim Steinman a Vámpírok Bálja premierének végén

Jim több musicalt írt és több darabban is komponált dalokat. Legnagyobb musical sikerét azonban a Vámpírok Báljával érte el. A darab teljes zenei anyagát maga készítette, felhasználva korábbi nagy slágereit. Nyitányként rögtön saját, Bad For Good című lemezéről való The Storm című instrumentális blokkját zenésítette át. A sejtelmes nyitány a musical védjegyévé vált. A darabban többször felcsendül a Bonnie Tyler által sikerre vitt Total Eclipse of the Heart című dal és az Original Sin is. Több korábbi musicaléből írt át dalokat, így a siker egyértelműen garantálva volt. Bár Roman Polański a darab vezető rendezője kérte Steinmant, hogy ne Rock & Roll stílusú zenét készítsen, azonban Polanski a Carpe Nochtem a Szerelmi duett és a Finálé meghallgatása után, elégedett volt Steinman munkájával. A darabot 1997-ben Bécsben mutatták be hatalmas sikerrel. New Yorkban azonban nem aratott nagy ovációt a Vámpírok Bálja. Jim el sem ment a bemutatóra, szánalmasnak tartotta a Von Krolock grófot alakító olasz akcentussal éneklő férfit. Pedig a demók elkészítésekor Elaine Caswellel énekeltetett fel több dalt, amik nem kerültek hivatalos kiadásra. A musical a legnagyobb sikert Bécsben és Hamburgban aratta, ahol minden idők legsikeresebb kultuszmusicale lett. Továbbá Tokióban is nagy érdeklődéssel fogadták. 2007 júniusában pedig Budapesten is színpadra állították. A kezdeti nehézségek ellenére végül hazánk legfelkapottabb musical előadása lett és az előadásból készült LIVE CD még a németországi musical toplistán is első helyezést érte el.

## Meat Loaf – Bat Out Of Hell III. – The Monster Is Loose
2006-ban Steinman újabb nagy dobása, amikor közösen Desmond Childal elkészítették Meat Loaf utolsó albumát, a Bat Out Of Hell III. The Monster Is Loose című lemezt. A dalok többségét Desmond Child írta, Steinman mindössze 4 dalt írt, melyből 3 korábbi feldolgozás, ezért a lemez metálosabb is lett mint a többi Steinman produkció. Több olyan régi dalt is Meat Loaf énekelt el, ami korábban megjelent vagy Steinman vagy Céline Dion lemezén. Ilyen például az It's All Coming Back To Me Now, amit Marion Ravennel közösen adott elő, illetve a Seize The Night, ami a Vámpírok Báljában csendült fel. A lemez elvesztette karakteres "Steinmanos" varázsát ami az előző két Bat Out of Hell lemezre jellemző volt, itt azonban Desmond Child stílusa érződik jobban. Steinman ráadásul a felvételek alatt szívrohamot kapott és kórházba szállították és több hetet csúsztak a felvételek. Ettől függetlenül Steinman nagyot alkotott a Bat Out Of Hell sorozat utolsó részének elkészítésével és méltóképpen búcsúztatta Meat Loafot ezzel a lemezzel.

## A jövő – Ismét Bonnie Tylerrel
2007-óta Bonnie Tyler az interjúiban elmondja, hogy 2010-re megjelenő nagylemezén ismét együtt dolgozik legjobb barátjával, Steinmannal, aki számtalan örökzöld slágert írt neki. 7 dalt már fel is vettek stúdióban, de Jim egészségi állapota megromlott és az új lemez kiadása is csúszott. A dalokról semmit nem lehet tudni, Tyler csak sejtelmesen annyit nyilatkozott, hogy egy igazi rock album lesz és az utolsó dal nagyon különleges lesz.
Steinman egyik nagy terve volt, hogy 2009-ben színpadra állítsa a Meat Loaf életéről szóló musicalt, Bat out of Hellcímmel de ez a terv megvalósítása a betegsége miatt csúszik.

## Be nem mutatott musicalek
Jim Steinman már a hetvenes években szerette volna bemutatni The Dream Engine című zenés színdarabját, majd a kilencvenes évek végén is, de sajnos nem került rá sor. A demók és a rajongói honlap elkészült illetve a dalokból egy koncert erejéig összeálltak az énekesek, de folyamatos színházi szereplésre nem került sor. Steinman második be nem mutatott musicale, a Batman – The Musical, amit az Egyesült Államokban szeretett volna színpadra állítani, de támogatás híján ez a darab is az íróasztal fiókjában maradt. A musical összes dala elkészült, amelyet a rajongók előszeretettel hallgatnak Steinman weboldalán. Mérsékeltebb sikert aratott a rajongók körében a Confidance Man és a Neverland című musical demó felvételei is, amelyek csak részletekben jelentek meg, hivatalos bemutató sehol nem volt.
Steinman ma a legelismertebb és az egyik legnagyobb tekintéllyel bíró zeneszerző aki vala is létezett. Egy egészen egyedi zenei stílust teremtett meg és Ő az egyetlen, aki a 70-es évektől napjainkig egy cseppet sem veszített értékéből, tehetségéből, és több mint 30 év elteltével is tekintéllyel bír. Munkássága példaértékű marad az újabb generációk számára és gondoskodik arról, hogy az Ő maga által megteremtett zenei stílus soha ne menjen ki a divatból és ne vesszen a feledés homályába.

## Főbb közreműködései
- 1977 – Meat Loaf: Bat Out Of Hell (producer)
- 1981 – Meat Loaf: Dead Ringer
- 1981 – Jim Steinman: Bad For Good
- 1983 – Air Supply: Making Love Out Of Nothing At All
- 1983 – Bonnie Tyler: Faster than the Speed of Night (producer)
- 1984 – Soundtrack: Footloose (Holding Out for a Hero >Bonnie Tyler<)(producer)
- 1984 – Soundtrack: The Fire Street
- 1986 – Bonnie Tyler: Secret Dreams and Forbidden Fire (producer)
- 1989 – Pandora’s box: Original Sin (producer)
- 1990 – The Sister Of Mercy: Vision Thing
- 1993 – Meat Loaf: Bat Out Of Hell II. Back Into Hell (producer)
- 1995 – Bonnie Tyler: Free Spirit (producer)
- 1996 – Whistle Down The Wind musical
- 1996 – Céline Dion: It's All Coming Back To Me Now
- 1997 – Vámpírok Bálja musical
- 1998 – Batman musical
- 2006 – The Dream Engine musical
- 2006 – Pandora's Box: Original Sin (Re-Loaded CD+DVD)
- 2006 – Meat Loaf: Bat Out Of Hell III. The Monster Is Loose (producer)
- 2010 – Bonnie Tyler album (???)
- 20?? – Bat Out Of Hell – The Musical

## Toplistás helyezések
| Év   | Előadó                   | Cím                                                             | Album                                     | TOP | TOP | TOP |
| ---- | ------------------------ | --------------------------------------------------------------- | ----------------------------------------- | --- | --- | --- |
| 1977 | Meat Loaf                | Two Out of Three Ain’t Bad                                      | Bat out of Hell                           | 32  | 32  |     |
| 1977 | Meat Loaf                | Bat out of Hell                                                 | Bat out of Hell                           | -   | 15  |     |
| 1978 | Meat Loaf                | Paradise By The Dashboard Light                                 | Bat out of Hell                           | 39  |     |     |
| 1979 | Meat Loaf                | You Took The Words Right Out Of My Mouth                        | Bat out of Hell                           | 39  | 33  |     |
| 1981 | Meat Loaf                | I'm Gonna Love Her For Both Of Us                               | Dead Ringer                               | 84  |     |     |
| 1981 | Meat Loaf & Cher         | Dead Ringer for Love                                            | Dead Ringer                               |     | 5   |     |
| 1981 | Jim Steinman             | Rock and Roll Dreams Come Through                               | Bad for Good                              | 14  |     |     |
| 1983 | Air Supply               | Making Love out of Nothing at All                               | Greatest Hits                             | 2   | 80  |     |
| 1983 | Bonnie Tyler             | Total Eclipse of the Heart                                      | Faster than the Speed of Night            | 1   | 1   | 16  |
| 1983 | Bonnie Tyler             | Faster than the Speed of Night                                  | Faster than the Speed of Night            |     | 43  |     |
| 1984 | Bonnie Tyler             | Holding Out for a Hero                                          | Footloose Soundtrack                      | 34  | 2   | 11  |
| 1986 | Bonnie Tyler             | Loving You’s a Dirty Job (But Somebody’s Gotta Do It)           | Secret Dreams and Forbidden Fire          |     | 73  | 30  |
| 1986 | Barry Manilow            | Read Em' & Weep                                                 | Greatst Hits                              | 1   | 17  | 10  |
| 1993 | Meat Loaf                | I’d Do Anything for Love                                        | Bat out of Hell II. – Back into Hell      | 1   | 1   | 1   |
| 1993 | Meat Loaf                | Rock & Rolls Dream Come Through                                 | Bat out of Hell II. – Back into Hell      | 13  | 11  |     |
| 1994 | Meat Loaf                | Life Is a Lemon and I Want My Money Back                        | Bat out of hell II. -Back into Hell       | 17  |     |     |
| 1994 | Meat Loaf                | Objects in the Rear View Mirror May Appear Closer than They Are | Bat out of hell II. -Back into Hell       | 38  | 26  |     |
| 1995 | Bonnie Tyler             | Making Love out of Nothing at All                               | Free Spirit                               |     | 45  |     |
| 1995 | Bonnie Tyler             | Two Out of Three Ain’t Bad                                      | Free Spirit                               |     | 10  |     |
| 1996 | Céline Dion              | It's all Coming back to me now                                  | Falling into You                          | 1   | 3   | 62  |
| 1998 | Boyzone                  | No Matter What                                                  | Where We Belong                           | 12  | 1   |     |
| 1998 | Meat Loaf & Bonnie Tyler | A Kiss is a Terrible thing to Waste                             | Whistle down the Wind musical             |     | 3   |     |
| 1999 | Meat Loaf                | Is Nothing Sacred                                               | Very Best Of                              |     | 15  |     |
| 2006 | Meat Loaf                | It's all Coming back to me now                                  | Bat out of Hell III. The Monster is Loose |     | 6   |     |

## Legnagyobb szerzeményei
Saját, Bad For Good című lemezéről:
- Bad For Good (1981)
- Surf's Up (1981)
- Rock & Roll Dreams Come Through (1981)

Meat Loaf-tól
- Bat Out Of Hell 1977
- Two Out Of Three Ain't Bad 1977
- For Crying Out Loud (1977)
- Dead Ringer For Love (duet with Cher) 1983
- Surf's Up (1983)
- Read Em’ & Weep (1983)
- I’d Do Anything for Love (duet with Lorraine Crosby a.k.a. Mrs Loud) 1993
- A Kiss Is A Terrible Thing To Waste (duet with Bonnie Tyler)
- Seize The Night 2006

Bonnie Tyler-től:
- Total Eclipse of the Heart 1983
- Faster Than The Speed Of Night 1993
- It’s A Jungle Out There (Special Jim Steinman Remix) 1983
- Holding Out for a Hero 1985
- Loving You’s a Dirty Job (But Somebody’s Gotta Do It) (duet with Todd Rundgren)
- Ravishing 1986
- Rebel Without A Clue 1986
- Making Love out of Nothing at All 1995
- Two Out Of Three Ain't Bad (Jim Steinman Remix) 1995
- Tyre Tracks And Broken Hearts 1998

Celine Dion-tól
- It's All Coming Back To Me Now 1996

Pandora's Box-tól
- It's All Coming Back To Me Now 1989
- Original Sin 1989
- Good Girls Go To Heaven Bad Girls Go Ewerywhere 1989

Barbara Streisand-tól:
- Left In The Dark 1981

Fire Inc.-től:
- Nowhere Fast (1984)
- Tonight Is What It Means To Be Young (1984)

Vámpírok Bálja (Tanz Der Vampire) musicalből:
- Totale Finsternis (Total Eclipse Of The Heart)
- Fühl Die Nacht (Seize The Night)
- Einladung Zum Ball (Original Sin)
- Finale (Tanz Der Vampire – Tonight Is What It Means To Be Young)

## Kapcsolódó előadók
- Bonnie Tyler
- Meat Loaf
- Pandora’s Box
- Lorraine Crosby
- Celine Dion
- Andrew Lloyd Webber
- Roman Polański